# The Races of Europe (libro de 1939)
The Races of Europe (en español: Las razas de Europa) es una obra popular de antropología física de Carleton S. Coon. Fue publicado por primera vez en 1939, por Macmillan.

## Historia

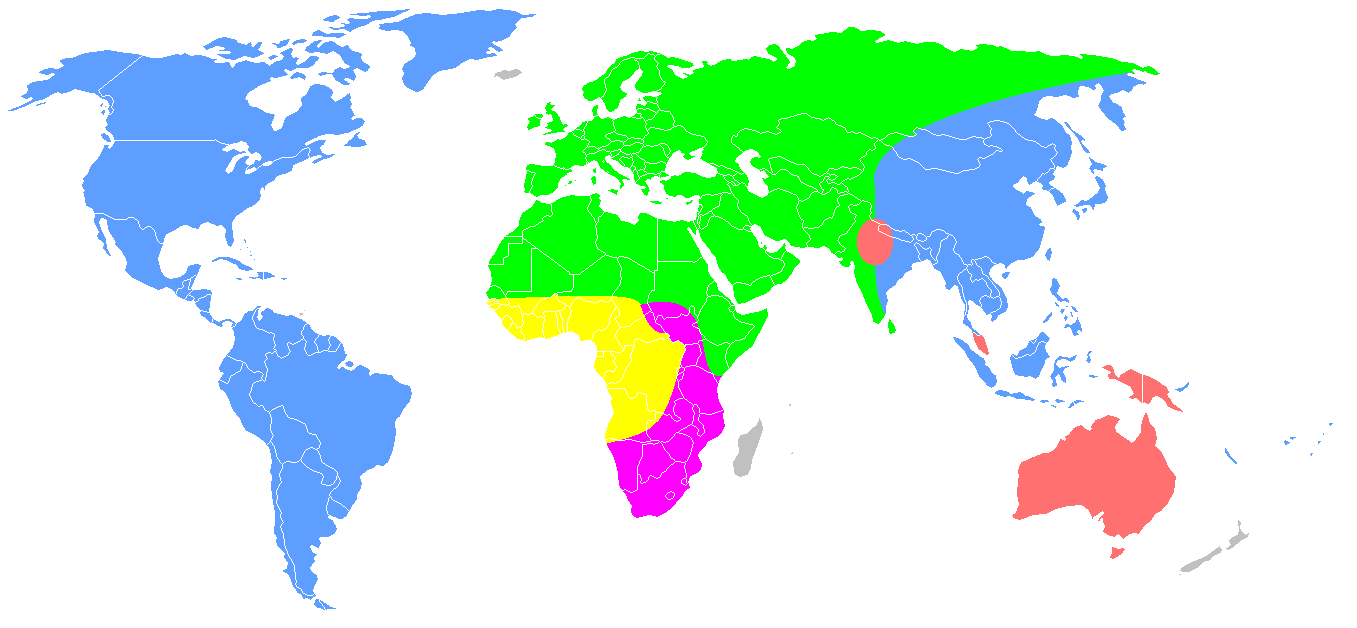
Distribución de las razas después del Pleistoceno según Carleton Coon:
Raza australoide
Raza capoide
Raza caucasoide
Raza mongoloide
Raza negroide

En 1933, el antropólogo de Harvard Carleton S. Coon fue invitado a escribir una nueva edición de The Races of Europe (libro de 1899) de William Z. Ripley, que Coon dedicó a Ripley.
La versión completamente reescrita de Coon del libro se publicó en 1939. En ese momento, evitó explícitamente la discusión de los grupos sanguíneos o la raza y la inteligencia, sobre la última de las cuales afirmó no saber "casi nada" en ese momento.
Las conclusiones del libro implican lo siguiente:
1. La raza caucasoide es de origen dual y nace al combinarse en el Paleolítico superior (mezcla de Homo sapiens y Neandertales) y los del Mediterráneo (son puramente Homo sapiens).
2. Los pueblos del Paleolítico superior son los verdaderos pueblos indígenas de Europa.
3. Los mediterráneos invadieron Europa en gran número durante el Neolítico y se establecieron allí.
4. La situación racial en Europa hoy puede explicarse como una mezcla de sobrevivientes del Paleolítico Superior y los mediterráneos.
5. Cuando los sobrevivientes reducidos del Paleolítico Superior y los del Mediterráneo se mezclaron, se produjo un proceso de "dinarización" que produce un híbrido con características no intermedias, personificado por la raza dinárica.
6. La raza caucasoide se extiende mucho más allá de Europa hacia Oriente Medio, Asia Central, Asia del Sur, África del Norte y el Cuerno de África.[2]
7. "La raza nórdica en sentido estricto no es más que una fase pigmentaria del Mediterráneo", creada por la combinación de elementos cordados y danubianos.[3]

En Las Razas de Europa, Coon clasificó a los Caucasoides en subgrupos raciales que llevan el nombre de regiones o sitios arqueológicos, expandiendo el sistema tripartito Mediterráneo-Alpino-Nórdico de Ripley (1899) por tipos como Brünn, Borreby, Ladogan, báltica del este, neo- danubiana, lapónica, atlanto-mediterránea, irania, Hallstatt, Keltica, trondérica, dinárica, nórica y armenoide.